# Боркі (гміна Радзимін)
Боркі (пол. Borki) — село в Польщі, у гміні Радзимін Воломінського повіту Мазовецького воєводства.
Населення — 286 осіб (2011).
У 1975-1998 роках село належало до Варшавського воєводства.

## Демографія
Демографічна структура станом на 31 березня 2011 року:
|          | Загалом | Допрацездатний вік | Працездатний вік | Постпрацездатний вік |
| -------- | ------- | ------------------ | ---------------- | -------------------- |
| Чоловіки | 141     | 29                 | 103              | 9                    |
| Жінки    | 145     | 34                 | 81               | 30                   |
| Разом    | 286     | 63                 | 184              | 39                   |